# Hotep
| Htp · t · p |

| Htp · t · p |

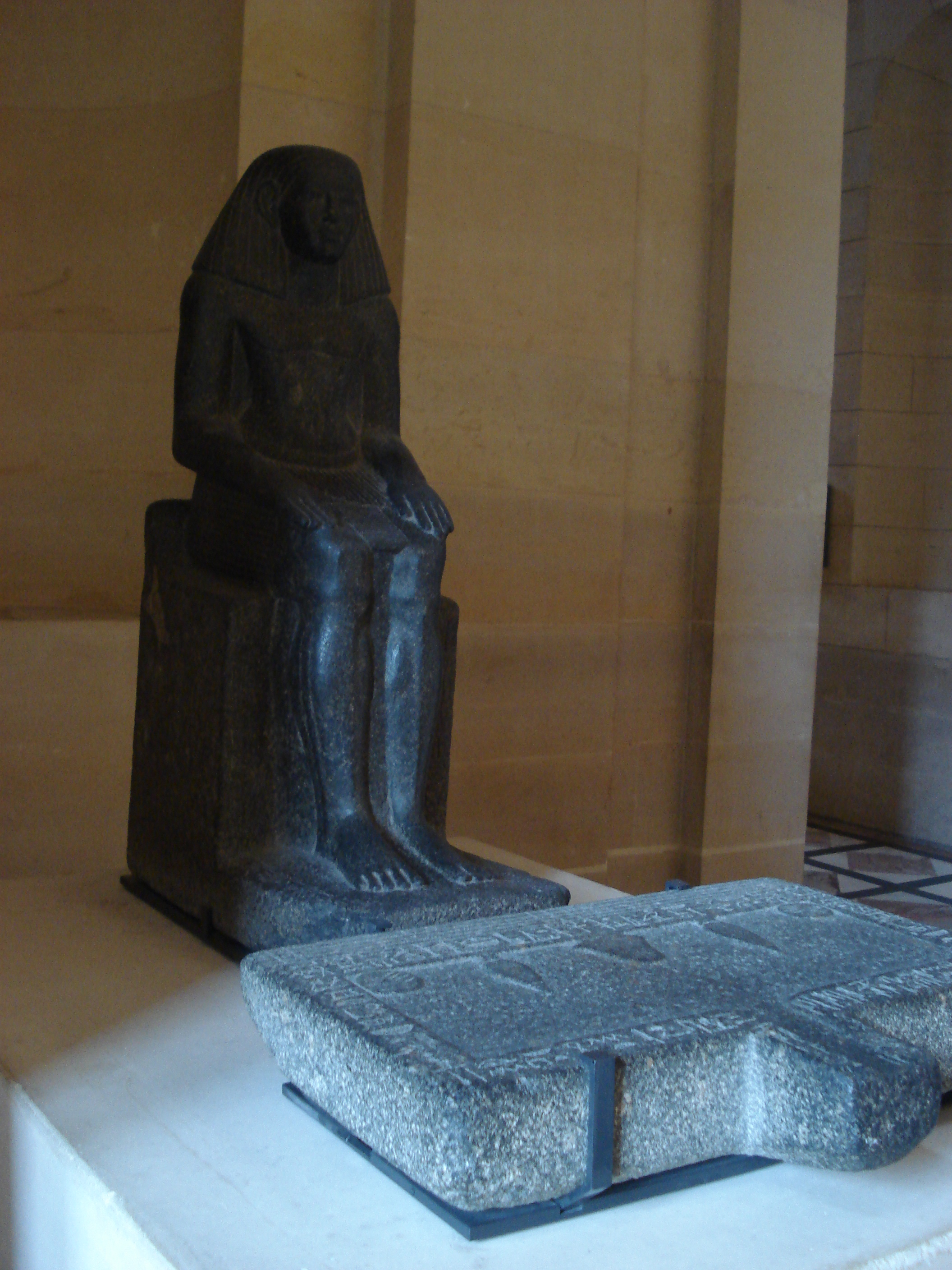
Hotep, mesa de ofrendas

Hotep (también Hetep) es una palabra egipcia que, aproximadamente se traduce como "el que está en paz". La palabra también refiere a una ofrenda que se presenta de forma ritual a una deidad o persona muerta ("estar agradecido", "ser gentil", "estar en paz"). En los jeroglíficos se representa como una mesa o altar de ofrendas. El sustantivo ḥtp.w significa "paz, alegría".  Davies (2018) interpreta el concepto de htp como "el resultado de una acción de acuerdo con el maat [el orden apropiado del universo]".
La llamada "fórmula de ofrenda" coienza con htp-dj-nsw, "una ofrenda dada por el rey".
El egipcio htp evolucionó en el copto  ϩⲁⲧⲡ/ϩⲟⲧⲡ hatp/hotp "ser contenido" y hōtp "estar reconciliado".
Hotep forma parte de algunos nombres egipcios antiguos, como en Hotepsekhemwy (ḥr ḥtp-sḫm.wj "los dos poderes están en paz"), el primer gobernante de la segunda Dinastía de Egipto.

## En nombres personales
Faraones
- Hotepsekhemwy (Dinastía II)
- Mentuhotep I, Mentuhotep II, Mentuhotep III, Mentuhotep IV, Mentuhotep V y Mentuhotep VI (Dinastías XI a XVI)
- Amenemhat I (nombre de trono Sehetepibre) (Dinastía XII)
- Sehetepibra (Dinastía XIII)
- Hotepibre (Dinastía XIII)
- Sobekhotep I, Sobekhotep II, Sobekhotep III, Sobekhotep IV, Merhotepre Sobekhotep V, Khahotepre Sobekhotep VI, Sobekhotep VII y Sobekhotep VIII (Dinastía XIII a XVI)
- Neferhotep I, Neferhotep II y Neferhotep III (Dinastía XIII a XVI)
- Merhotepre Ini (Dinastía XIII)
- Rahotep (Dinastía XVII)
- Amenhotep I, Amenhotep II, Amenhotep III y Amenhotep IV, más tarde conocido como Akhenatón (18.ª dinastía)

Otros
- Imhotep (Dinastía III, arquitecto)
- Ptahhotep (Dinastía V, visir)
- Khnumhotep II (Dinastía XII, nomarca)
- Dyehutyhotep (Dinastía XII, nomarca)
- Hedjhotep (deidad menor)
- Hetepheres I, Hetepheres II (Dinastía IV, reinas)
- Hetepheres (Dinastía IV, princesa)
- Neferhetepes (Dinastía IV, princesa)
- Hathorhotep (Dinastía XII, princesa)

## En la cultura popular
- Nyarlathotep es una deidad o un demonio en algunas historias de H.P. Lovecraft, y el título de un cuento de 1920.
- En el Afrocentrismo y el nacionalismo negro del siglo XX tardío, influido por la "hipótesis egipcia Negra", "Hotep" se adoptó como fórmula o saludo.[8] Desde los años 90 del siglo XX, se ha usado "un hotep" para referirse a un partidario del nacionalismo negro radical.[9][10][11] Por ejemplo, en Queridos blancos (2018; temporada 2, episodio 5) uno de los protagonistas descubre que un estudiante está quedando con "un hotep", lo que causa la ruptura de la relación.